# Сільвіо Марсоліні
Сільвіо Марсоліні (ісп. Silvio Marzolini, нар. 4 жовтня 1940, Буенос-Айрес — 17 липня 2020) — аргентинський футболіст, що грав на позиції лівого захисника. По завершенні ігрової кар'єри — футбольний тренер.
Виступав, зокрема, за клуб «Бока Хуніорс», а також національну збірну Аргентини. Він широко розглядається як найкращий аргентинський лівий захисник всіх часів, граючи на цій позиції в аргентинській збірній на чемпіонаті 1966 року, він був обраний найкращим лівим захисником турніру.

## Клубна кар'єра
Народився 4 жовтня 1940 року в місті Буенос-Айрес. Вихованець футбольної школи клубу «Феррокаріль Оесте». Дорослу футбольну кар'єру розпочав 1959 року в основній команді того ж клубу, в якій того року взяв участь у 23 матчах чемпіонату.

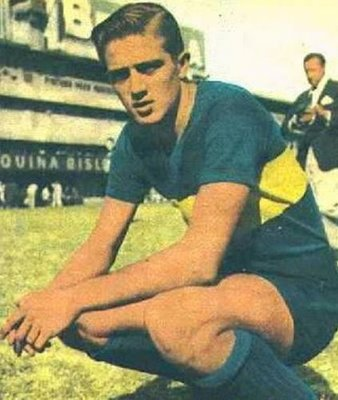
Сільвіо Марсоліні у складі «Боки». 1962 рік.

1960 року перейшов до клубу «Бока Хуніорс», за який відіграв тринадцять сезонів. Більшість часу, проведеного у складі «Бока Хуніорс», був основним гравцем захисту команди і виграв з командою п'ять титулів чемпіона Аргентини. Завершив професійну кар'єру футболіста виступами за команду «Бока Хуніорс» у 1972 році.

## Виступи за збірну
1960 року дебютував в офіційних матчах у складі національної збірної Аргентини. 
У складі збірної був учасником чемпіонату світу 1962 року у Чилі, чемпіонату світу 1966 року в Англії та розіграшу Кубка Америки 1967 року в Уругваї, де разом з командою здобув «срібло».
Протягом кар'єри у національній команді, яка тривала 10 років, провів у формі головної команди країни 28 матчів, забивши 1 гол.

## Кар'єра тренера
Розпочав тренерську кар'єру невдовзі по завершенні кар'єри гравця, 1975 року, очоливши тренерський штаб клубу «Олл Бойз».
В подальшому у 1981 та 1995 роках тренував клуб «Бока Хуніорс», вигравши в першому випадку чемпіонат Аргентини.
Останнім місцем тренерської роботи Марсоліні став клуб «Банфілд», в якому Сільвіо Марсоліні був одним з тренерів до 2008 року, розкривши для великого футболу таких гравців як Даріо Цвітаніч, Хесус Датоло, Габріель Палетта, Маріано Барбоса та ін.

## Титули і досягнення

### Як гравця
- Чемпіон Аргентини (5):

«Бока Хуніорс»: Прімера 1962, Прімера 1964, Прімера 1965, Насьйональ 1969, Насьйональ 1970
- Володар Кубка Аргентини (1):

«Бока Хуніорс»: 1969
- Переможець Панамериканського чемпіонату: 1960
- Срібний призер Чемпіонату Південної Америки: 1967

### Як тренера
- Чемпіон Аргентини (1):

«Бока Хуніорс»: Метрополітано 1981